# Бірки (зупинний пункт)
Бірки — пасажирський залізничний зупинний пункт Шевченківської дирекції Одеської залізниці на електрифікованій лінії Імені Тараса Шевченка — Чорноліська між станціями Фундукліївка (5 км) та Цибулеве (15 км). Розташований у однойменному селі Бірки Кропивницького району Кіровоградської області.
Зупинний пункт електрифікований змінним струмом (~25 кВ) у 1962 році в складі дільниці Імені Тараса Шевченка — Знам'янка.

## Пасажирське сполучення
На зупинному пункті Бірки зупиняються приміські електропоїзди до станцій Імені Тараса Шевченка, Цвіткове, Знам'янка-Пасажирська.